# Cilincing (Dżakarta Północna)
Cilincing – dzielnica Dżakarty Północnej. 

## Podział
W skład dzielnicy wchodzi siedem gmin (kelurahan):
- Kali Baru – kod pocztowy 14110
- Cilincing – kod pocztowy 14120
- Semper Timur – kod pocztowy 14130
- Semper Barat – kod pocztowy 14130
- Sukapura – kod pocztowy 14140
- Rorotan – kod pocztowy 14140
- Marunda – kod pocztowy 14150